# Antonio Maceo repülőtér
Az Antonio Maceo repülőtér (IATA: SCU, ICAO: MUCU) egy nemzetközi repülőtér Kubában Santiago de Cuba közelében. 

## Futópályák
A repülőtér futópályái:
- 10/28 (4002 m, aszfalt)
- 01/19 (1400 m, aszfalt)

## Forgalom
Az utasforgalom az elmúlt években az alábbi módon változott:

## Légitársaságok és úticélok
2023-ban a Antonio Maceo repülőtérről az alábbi járatok indulnak:
| Légitársaság           | Célállomások             |
| ---------------------- | ------------------------ |
| Aerogaviota            | Kingston–Norman Manley   |
| Air Century            | Santo Domingo–La Isabela |
| American Airlines      | Miami                    |
| Cubana de Aviación     | Havana                   |
| Fly All Ways           | Paramaribo               |
| InterCaribbean Airways | Kingston–Norman Manley   |
| Sunrise Airways        | Port-au-Prince           |